# Marion Hammang
Marion Hammang (* 3. Januar 1964 zu Esch an der Alzette; † 5. April 2017 ebenda) war Sportlerin im Kraftdreikampf und 1990 sowie 1992 Sportlerin des Jahres in Luxemburg.

## Sportliche Karriere
Bereits 1985 hatte sich Marion Hammang in Dordrecht (Niederlande) einen Europameistertitel geholt. Vier weitere folgten. 1990 gewann sie die Weltmeisterschaft im Bankdrücken, 1992 folgte der Titel als Weltmeisterin im Kraftdreikampf in der Gewichtsklasse (Frauen) 60 kg (Gent) und 2004 siegte sie bei den Masters.
Sie wurde von ihrem Ehemann Alain Hammang trainiert. Zusammen mit Malou Thill prägte sie den Kraftdreikampf (Powerlifter) in den 1990er-Jahren.

## Beruf
Marion Hammang war Gemeindebedienstete (Agent municipal) in ihrer Heimatstadt Esch an der Alzette. Sie starb bei der Arbeit für die Gemeinde an einem Herzstillstand.